# 이진권 (배우)
이진권(1991년 1월 22일 ~ )은 대한민국의 배우이다

## 학력
- 인덕대학교 방송연예과

## 출연작

### 영화
- 《작은형》 (2016년) - 졸개 역
- 《조선마술사》 (2015년) - 환희단 장치팀 역
- 《치외법권》 (2015년) - 마늘 오른팔 역
- 《화끈한 써비스: 어느 잔인한 미용사의》 (2015년) - 어린 양길수 역
- 《픽업 아티스트》 (2014년) - 웨이터 럭셔리 역

### 드라마
- 《멜로홀릭》 (2017년, OCN)
- 《미워도 사랑해》 (2017년, KBS1)
- 《안단테》 (2017년, KBS1)
- 《도둑놈, 도둑님》 (2017년, MBC)
- 《세가지색 판타지 - 생동성 연애》 (2017년, MBC)
- 《피고인》 (2017년, SBS)
- 《낭만닥터 김사부》 (2016년, SBS)
- 《월계수 양복점 신사들》 (2016년, KBS2)
- 《함부로 애틋하게》 (2016년, KBS2)
- 《닥터스》 (2016년, SBS) - 김수철의 친구 역
- 《미세스 캅 2》 (2016년, SBS) - 이만영 역
- 《시그널》 (2016년, tvN)
- 《마담 앙트완》 (2016년, JTBC)
- 《치즈인더트랩》 (2016년, tvN) - 김민태 역
- 《부탁해요, 엄마》 (2015년, KBS2)
- 《응답하라 1988》 (2015년, tvN)
- 《달콤살벌 패밀리》 (2015년, MBC)
- 《미세스 캅》 (2015년, SBS)
- 《후아유 - 학교 2015》 (2015년, KBS2) - 진권 역
- 《호구의 사랑》 (2015년, tvN) - 만화책들고 도망가는 남자 역
- 《KBS 드라마 스페셜 - 내가 술을 마시는 이유》 (2014년, KBS2)
- 《아홉수 소년》 (2014년, tvN)
- 《라이어 게임》 (2014년, tvN)
- 《멘탈사수》 (2014년, MBC Music) - 이진권 역
- 《응급남녀》 (2014년, tvN)
- 《일말의 순정》 (2013년, KBS2)

## 음반
- 《위로가 되어줄게》 (2020년)
- 《사랑하지 않을 수 있을까》 (2019년)
- 《사람이 죽어야만 못 본 채 사는 건 아닌가 봐》 (2018년)
- 《다시 돌아간 대도》 (2018년)
- 《세상에 영원한 건》 (2018년)
- 《떠나고》 (2016년)
- 《너와의 시간 속에》 (2015년)